# 泰西王侯騎馬図
泰西王侯騎馬図（たいせいおうこうきばず）は、会津藩主松平家に伝来した初期洋風画の八曲一双の屏風。重要文化財。

## 概要
現在の定説では、1610年（慶長15年）前後の数年の間に、有力大名への贈答品とするため、イエズス会の指導のもと、そのセミナリオで学んだ優れた日本人絵師によって制作されたとされる。キリスト教の王と異教の王が対峙する主題と短縮法や陰影法の表現などは西洋風だが、背景の金箔、墨絵による下図、彩色の岩絵の具などは日本画という和洋折衷の作品で、高い完成度をもつ。原図は、アムステルダムで1606年から1607年に刊行された世界地図（ウィレム・J・ブラウ図）を基に、1609年に海賊版として刊行された大型世界地図（いずれも現存せず）に描かれた周囲の装飾画と推定されている。17世紀初頭、世界地図の上部を飾る図像を日本で拡大し、装飾性をもつ他に例をみない騎馬図を完成させた。
本作品は会津若松城に伝来し、元は城の襖絵だったと伝えられる。しかし、戊辰戦争の頃には屏風装になっており、落城の際に屏風から切り剥がされて2つに別れた。片方は前原一誠の手に渡り、南蛮美術のコレクターであった池長孟を経て、神戸市立博物館の所蔵になった。もう片方は会津藩松平家が所持しつづけたが、戦後個人コレクターを経てサントリー美術館へ入った。

### 神戸市立博物館本

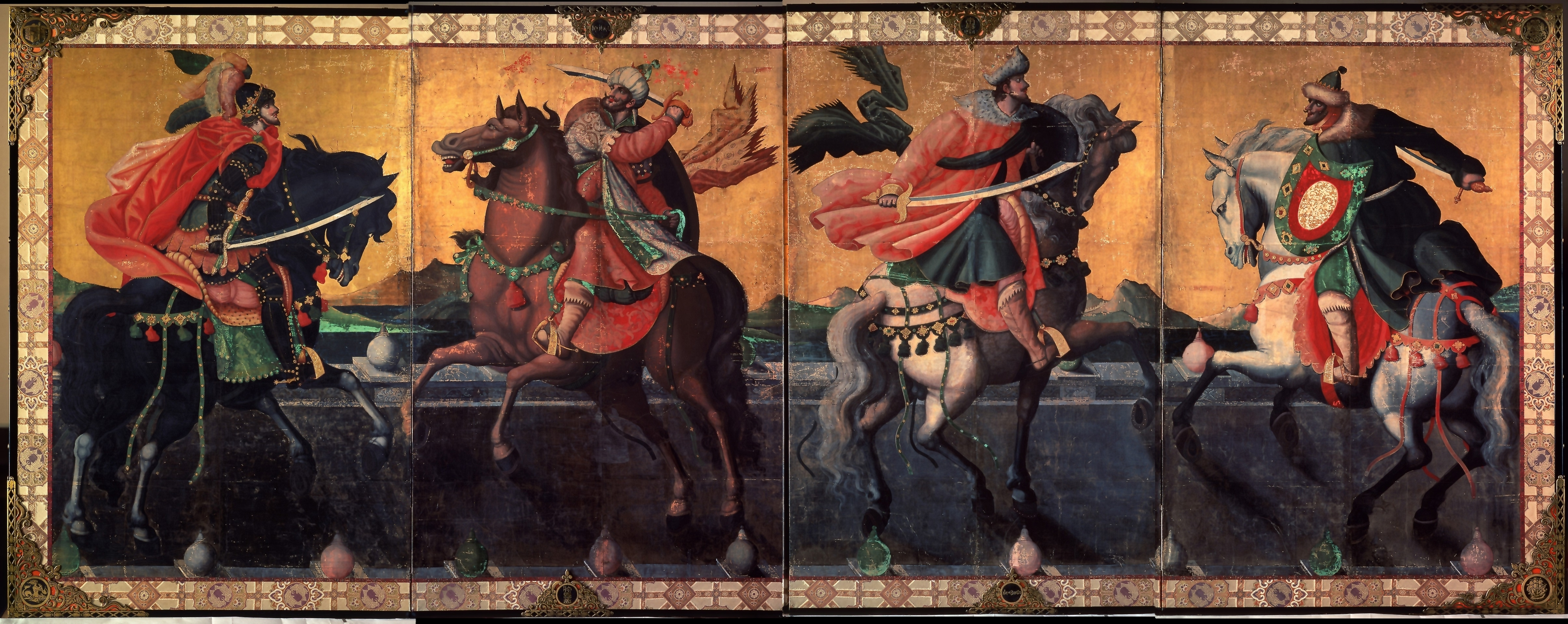
泰西王侯騎馬図

- 左から神聖ローマ皇帝ルドルフ2世、オスマン帝国のスルタン（ムラト2世）、モスクワ大公（イワン雷帝）、タタール大汗[1] を動的に描く。池長孟旧蔵。
- ルドルフ2世は反宗教改革を推進者し、イエズス会と思想的に近い関係にあったことから、本図の成立にあたり大名家への贈答品として日本での布教を意図したイエズス会の関与が指摘されることがある。

### サントリー美術館本
- イスパニア国王、フランス国王、アビシニア皇帝、ペルシアのシャーを静的に描く。